# Kompas
Kómpas je naprava za določanje strani neba. Naprednejši kompas imenujemo busola. 
Osnovni sestavni deli kompasa so igla, limb (številčnica) in včasih tudi ogledalo z merilno muho. Magnetna igla,ohišje, ki je uležajena karseda brez trenja, se v odsotnosti drugih zunanjih vplivov poravnava v smeri zemeljskih magnetnih silnic, proti magnetnemu severu. Tako nam igla kaže referenčno smer, ki služi za navigacijo. Z uporabo limba lahko določamo osnovne strani neba in azimut (kot med izbrano smerjo in magnetnim severom), kar nam skupaj z geografsko karto omogoča orientacijo in določanje stojišča. 
Kompas so prvotno uporabljali v kitajski geomantiki. Kasneje pa je imel velik pomen pri pomorskih potovanjih.

## Ostale vrste kompasov
- Elektronski kompas temelji na senzorjih magnetnega polja. Na podlagi le-teh se izračunava smer kompasa glede na sever.
- Kompas na osnovi GPS sistema uporablja metode GPS navigacije in ne deluje na principu zemeljskega magnetizma.

### Žirokompas in z njim povezane naprave
Žirokompas (kompas na vrtavko) temelji na principu žiroskopa, ki ohrani svojo smer v prostoru, ko se vrti. Obrača se v smer geografskega severa in nanj ne vplivajo tuja magnetna polja, kar je prednost pred magnetnim kompasom. Uporablja se predvsem na ladjah.

V zvezi z njim poznamo tudi t.i. žirostabilizator (žiroskopski stabilizator) in žirokompasne ponavljalce oz. repetitorje, ki prenašajo podatke glavnega ladijskega žirokompasa na druga mesta na plovilu.

## Korekcije kompasa
Magnetna igla kompasa ne kaže smeri geografskega severa (ki ima zemljepisno širino 90°N), temveč smer »magnetnega« severa. Za merjenje smeri  glede na geografski (pravi) sever, moramo izvesti dve korekciji:

### Magnetna deklinacija
Magnetna deklinacija (oz. magnetna variacija) je razlika med pravim in magnetnim severom, ki jo moramo prišteti ali odšteti od smeri, prikazane na kompasu, da dobimo pravo smer. Njena vrednost se s časom spreminja. Podatke o magnetni deklinaciji v neki točki dobimo na navtičnih zemljevidih, kjer je vrisana tako imenovana roža vetrov. Ti zemljevidi imajo dodano tudi letnico izdaje ter letno spremembo deklinacije. Na podlagi teh podatkov izračunamo trenutno deklinacijo kot zmnožek števila let od izdaje zemljevida in letne spremembe deklinacije. Seveda pa po več letih ta izračun izgublja na točnosti, ker tudi spremembe magnetne deklinacije niso nujno stalne.
Primer:
Na roži vetrov piše 0°45'E 1991(4'E).
Variacija za leto 1991 je 0°45'E; letno se povečuje za 4' (ima predznak E)
Izračun variacije za leto 2013:
2013-1991 = 22*4' = 88' = 1°28' + 0°45' = 2°13'
Variacija iz gornjega primera znaša približno 1,5°E. Variacija je pozitivna, če magnetni sever kaže desno oz. vzhodno (E) od pravega (geografskega) severa; in če magnetna igla kaže magnetni sever levo oz. zahodno (W) od pravega severa pa je variacija negativna. Iz tega sledi da bi rezultat zgornjega izračuna uporabili v spodnji formuli kot + 1,5°)

### Magnetna deviacija
Magnetna deviacija nastane zaradi vplivov zunanjih magnetnih polj in zaradi popačitve le-teh zaradi bližine železnih delov, zgradb, gora, ležišč železove rude, itd. Merjenje magnetne deviacije v vozilo vgrajenega kompasa se po zakonu izvaja na dve leti ali po potrebi. Princip merjenja deviacije je kompenzacija, kjer smer, prikazano na magnetnem kompasu primerjamo s smerjo, prikazano na kompasu, ki za delovanje ne uporablja magnetnega polja (npr. na osnovi GPS sistema).
Pravilo je da se na navtičnih kartah lahko rišejo samo kursi pravi, ki pa se ga mora izračunat po posebni formuli, kjer sta vključeni tudi magnetna variacija in deviacija.
Formula:
Kp = Kk + (+- var.) + (+- δ)
Kp....kurs pravi

Kk....kurs kompasni

var....variacija

δ.....deviacija